# Solvayproces

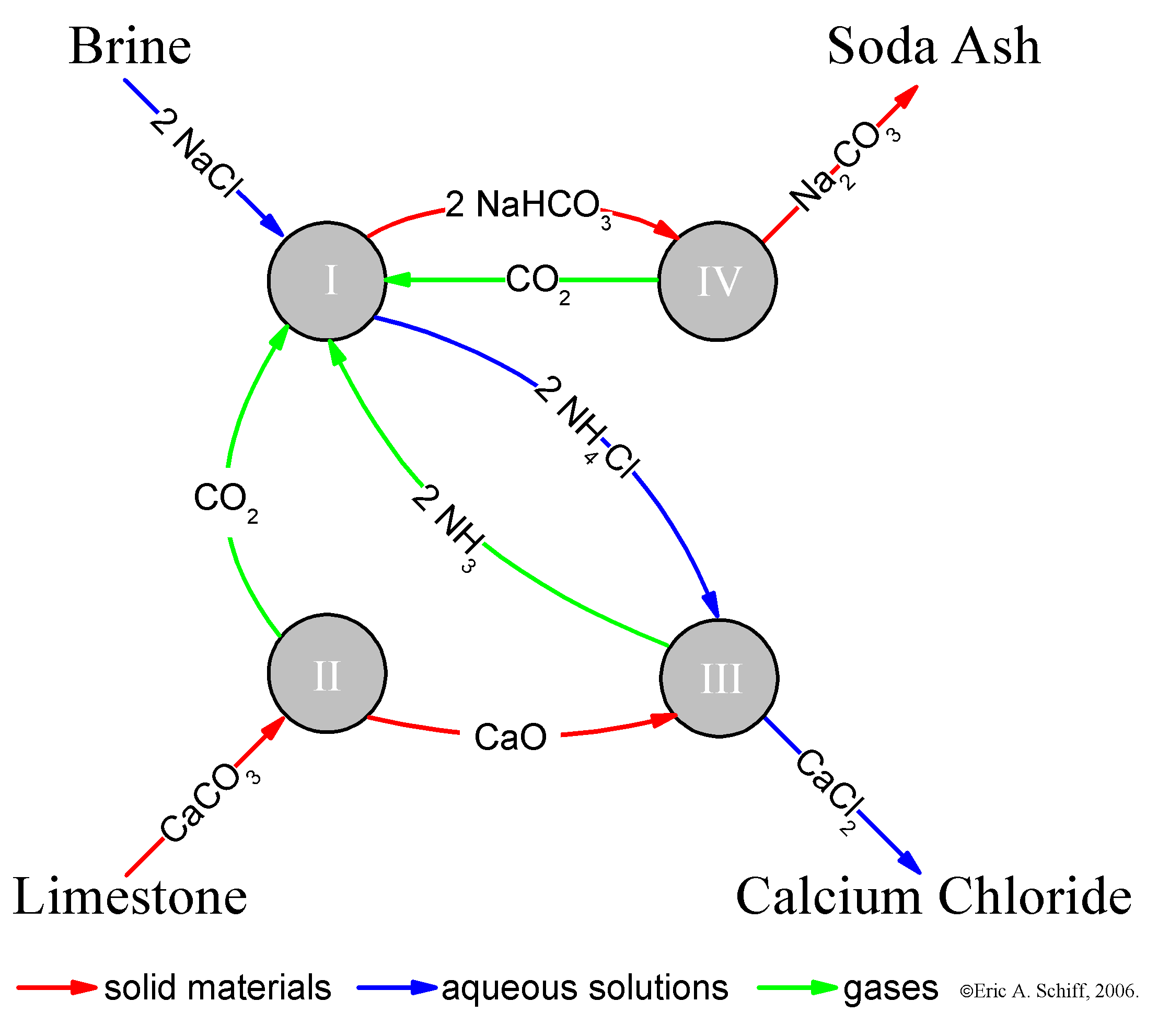
Het solvayproces schematisch voorgesteld: rood de vaste stoffen calciumcarbonaat, calciumoxide, natriumwaterstofcarbonaat en natriumcarbonaat; blauw de waterige oplossingen van de zouten natriumchloride, ammoniumchloride en calciumchloride; groen de gassen kooldioxide en ammoniak.

Het solvayproces (van Ernest Solvay) is een proces voor de vervaardiging van natriumcarbonaat (soda) uit natriumchloride en calciumcarbonaat.

## Geschiedenis
Soda kon reeds op industriële schaal worden vervaardigd via het Leblancproces. Hieraan waren diverse nadelen verbonden. Ten eerste waren er diverse nevenprocessen nodig om het proces te laten functioneren. Het proces vond plaats bij hoge temperaturen, wat een hoog energiegebruik met zich meebracht en de materialen bevonden zich tijdens de processen gewoonlijk in vaste vorm. Bovendien kwam het schadelijke restproduct calciumsulfide in grote hoeveelheden vrij.
Het solvayproces werd ontwikkeld door Ernest Solvay, die op 15 april 1861 zijn proces voor octrooiering aanmeldde. In 1863 richtte hij met familie en vrienden het bedrijf "Solvay & Cie." op, dat in 1865 een sodafabriek in Couillet opstartte. Aanvankelijk werd 1,5 ton soda, de zogenaamde ammoniak-soda, per dag geproduceerd. In 1870 waren de kinderziekten van het proces overwonnen en de productie van Solvaysoda nam sterk toe. Omstreeks 1890 werd er in Duitsland al meer Solvaysoda dan Leblancsoda geproduceerd en na 1914 stortte de Leblancproductie geheel in. Doordat de Solvaysoda veel goedkoper was dan de Leblancsoda, was het laatste proces gedoemd te verdwijnen.
Een nadeel van het solvayproces is dat er meer keukenzout vereist is per eenheid geproduceerde soda. Daarom werden Solvayfabrieken gewoonlijk gevestigd nabij voorkomens van zout en eventueel kalksteen en steenkool. Het benodigde ammoniak werd oorspronkelijk gewonnen uit ammoniakwater, een bijproduct van gasfabrieken en cokesfabrieken.

## Procesverloop
Het solvayproces heeft als netto-reactie:
{\displaystyle \mathrm {CaCO_{3}+\ 2NaCl\ \longrightarrow \ Na_{2}CO_{3}+\ CaCl_{2}} }
In de eerste stap wordt calciumcarbonaat (dat uit kalksteen wordt gewonnen) onder invloed van warmte omgezet in calciumoxide en koolstofdioxide:
{\displaystyle \mathrm {CaCO_{3}\ \longrightarrow \ CaO\ +\ CO_{2}} }
Koolstofdioxide wordt samen met ammoniak door een geconcentreerde oplossing van natriumchloride geleid, waardoor natriumwaterstofcarbonaat wordt gevormd:
{\displaystyle \mathrm {NaCl\ +\ CO_{2}\ +\ NH_{3}\ +\ H_{2}O\ \longrightarrow \ NaHCO_{3}\ +\ NH_{4}Cl} }
Het gevormde natriumwaterstofcarbonaat wordt verhit tot ca. 200°C, waardoor water en koolstofdioxide afgesplitst worden. Dit proces wordt calcinatie of calcineren genoemd.
{\displaystyle \mathrm {2\ NaHCO_{3}\ \longrightarrow \ Na_{2}CO_{3}\ +\ H_{2}O\ +\ CO_{2}} }
In de laatste stap wordt ammoniak teruggewonnen en teruggevoerd naar de tweede stap:
{\displaystyle \mathrm {2\ NH_{4}Cl\ +\ CaO\ \longrightarrow \ 2\ NH_{3}\ +\ CaCl_{2}\ +\ H_{2}O} }
Het hierbij gevormde calciumchloride wordt verkocht als nevenproduct.